# Tollos
Tollos é um município da Espanha na província de Alicante, Comunidade Valenciana. Tem 15,97 km² de área e em 2021 tinha 37 habitantes (densidade: 2,3 hab./km²).

## Demografia
| Variação demográfica do município entre 1991 e 2004 | Variação demográfica do município entre 1991 e 2004 | Variação demográfica do município entre 1991 e 2004 | Variação demográfica do município entre 1991 e 2004 |
| --------------------------------------------------- | --------------------------------------------------- | --------------------------------------------------- | --------------------------------------------------- |
| 1991                                                | 1996                                                | 2001                                                | 2004                                                |
| 42                                                  | 47                                                  | 41                                                  | 34                                                  |